# Сосибий
Сосибий (гръцки Σωσιβιoς) живял 3 век пр.н.е.) е главен министър при египетския владетел Птолемей IV (221 пр.н.е.–203 пр.н.е.). Нищо не се знае за неговия произход или родители, но може би е бил син на Сосибий от Тарент.
Неговият труд „Хронология“ не е достигнал до наши дни, но на него се позовават няколко антични автори, като Ератостен („Хронография“, фрагмент 1)
Плутарх споменава Сосибий в своите „Житиеописания“ като най-влиятелните от приятелите на царя.(Плутарх, Сравнителни житиеописания, Агид и Клеомен, 54).